# Yasuo Hirasawa
Yasuo Hirasawa (1927 – 4 marzo 2010) è stato un astronomo giapponese.
Yasuo Hirasawa è stato un astrofilo giapponese che si è occupato principalmente di stelle variabili e di divulgazione dell'Astronomia, ha lavorato anche per parecchi anni presso il planetario di Nagoya (Prefettura di Aichi). È stato membro dell'Oriental Astronomical Association, della Variable Star Observers League in Japan a cui inviava le sue osservazioni col codice Hsy e della AAVSO che registrava le sue osservazioni con la sigla HIR, di cui è stato membro dal 1970, inviando complessivamente 32.280 osservazioni dal 1969 al 2007.

## Riconoscimenti
- Nel 1994 gli è stato assegnato l'Observer Awards—1994[7].
- Nel 1996 gli è stato dedicato un asteroide, 4799 Hirasawa[1].
- Nel 2000 gli è stato assegnato l'Observer Awards—2000 per aver registrato 25.795 osservazioni in 30 anni[8].